# Roberto Fernández Alvarellos
Roberto Fernández Alvarellos (Chantada, Lugo, 25 de enero de 1979) es un exfutbolista español que jugaba de portero. Actualmente es el entrenador del CD Lalín.

## Trayectoria
Formado en la cantera del R. C. Celta de Vigo, fue inscrito para participar en la Copa Intertoto de 2000, aunque no llegó a disputar ningún partido. Se proclamó campeón de la Copa Real Federación Española de Fútbol con el R. C. Celta de Vigo "B" en la temporada 2001-02, tras vencer en la final al C. F. Gavà. En julio de 2002 fue traspasado al Real Sporting de Gijón. En la temporada 2003-04, tras un encuentro disputado el 15 de febrero de 2004 frente al Algeciras C. F. en el que el Sporting venció por 0-3, superó el récord de imbatibilidad del club al mantenerse durante 727 minutos consecutivos sin recibir un gol; dicha marca, hasta entonces, estaba en poder de Emilio Isierte, con 704 minutos en Primera División. Finalmente, prolongó su racha hasta los 831 minutos. Dos años más tarde, en la campaña 2005-06, recibió el Trofeo Zamora al portero menos goleado de Segunda División, también defendiendo la portería del Sporting.
Tras lograr el ascenso a la máxima categoría en la temporada 2007-08 con el club asturiano, fichó por el C. A. Osasuna, equipo con el que debutó en Primera División el 2 de noviembre de 2008 en un partido frente al R. C. D. Español. El 13 de julio de 2010 firmó un contrato con el Granada C. F. por tres temporadas. El 11 de junio de 2011 contribuyó a la clasificación del equipo granadino para el encuentro final de la promoción tras anotar un gol y detener uno de los lanzamientos en la tanda de penaltis contra el Celta de Vigo. El 18 de junio logró su segundo ascenso a Primera tras vencer al Elche C. F. En la temporada 2012-13 fue titular en catorce partidos con el Granada, mientras que durante la 2013-14 disputó treinta y dos encuentros.
Al finalizar su contrato con el Granada al término de la temporada 2014-15 fichó por el C. D. Lugo, donde puso fin a su carrera deportiva una vez concluida la campaña 2017-18.

## Clubes como jugador
| Club                    | País   | Temporadas |
| ----------------------- | ------ | ---------- |
| R. C. Celta de Vigo "B" | España | 1998-2002  |
| Real Sporting de Gijón  | España | 2002-2008  |
| C. A. Osasuna           | España | 2008-2010  |
| Granada C. F.           | España | 2010-2015  |
| C. D. Lugo              | España | 2015-2018  |

## Clubes como entrenador
|CD Lalín
|España
|2025-

## Palmarés

### Campeonatos nacionales
| Título          | Club                    | País   | Año  |
| --------------- | ----------------------- | ------ | ---- |
| Copa Federación | R. C. Celta de Vigo "B" | España | 2002 |

### Distinciones individuales
| Distinción                       | Año  |
| -------------------------------- | ---- |
| Trofeo Zamora (Segunda División) | 2006 |